# Горинець
Горинець (тепер Горинець-Здруй, пол. Horyniec-Zdrój) — село в Польщі, у гміні Горинці-Здруї Любачівського повіту Підкарпатського воєводства. Центр однойменної гміни. Населення — 2472 особи (2011).
Це досить відоме курортне містечко лежить на східному Розточчі. В останні роки, з розвитком туризму на Розточчі, Горинець відновлює свою популярність саме як курортний центр. Тут з'являються нові інфраструктурні об'єкти, готелі, санаторії, СПА та ін.

## Курорт Горинець

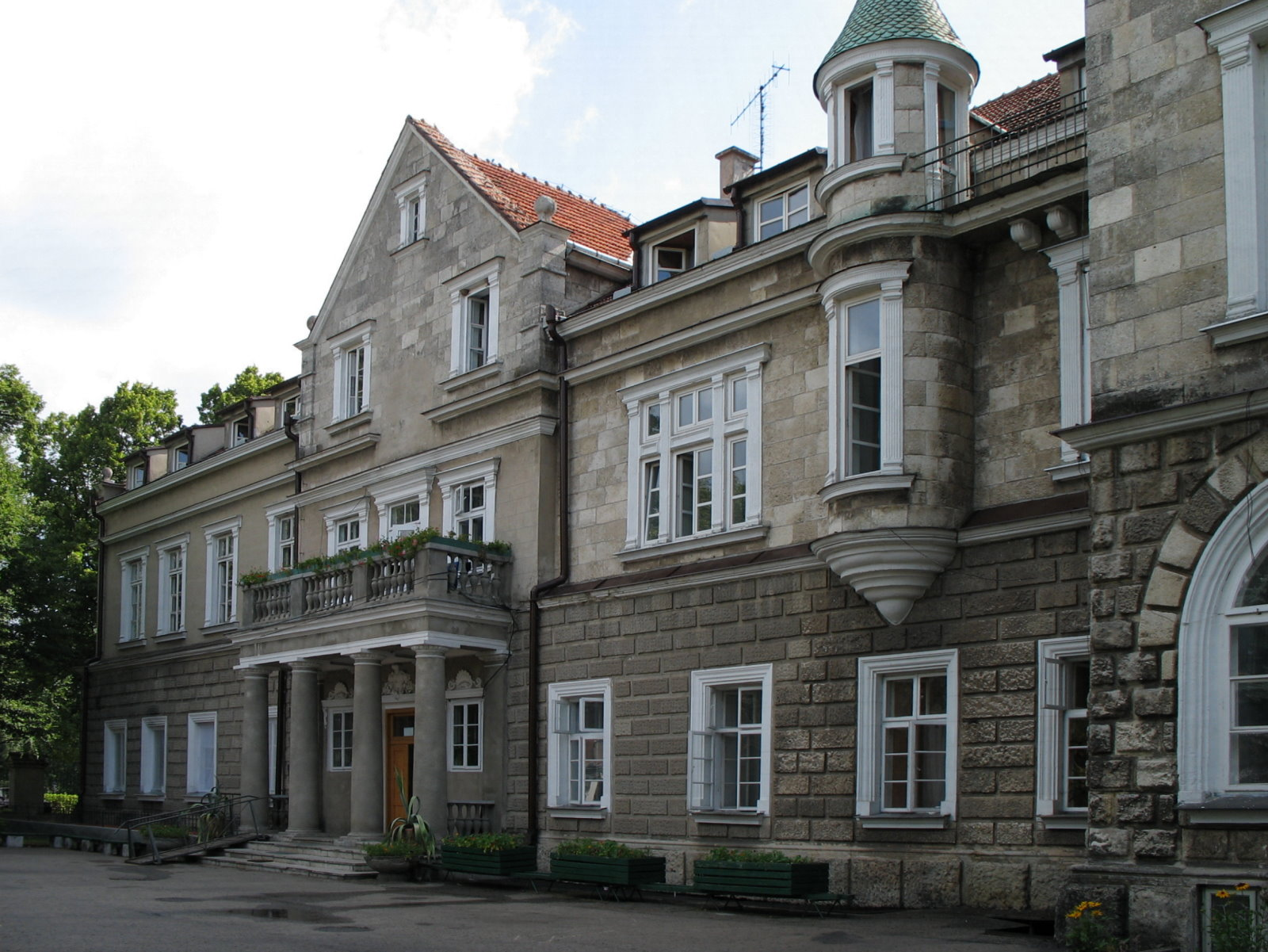
Палац Понінських в Горинці

Щоб завважити на Горинець саме як на оздоровницю, в 1998 році навіть змінено назву селища, а саме до неї було додано слово Zdrój, що в перекладі з польської означає «оздоровниця». Тому тепер офіційна назва населеного пункту Горинець-Здруй.
У Горинецьких закладах лікуються мінеральною водою (сульфідні води з силою мікроелементів) та лікувальними грязями.
Лікувальні грязі з покладу поблизу села Подемщина називають ще чорне золото. Насправді горинецькі грязі — це органічна суміш, що виникла через каріозу болотяних рослин. Тобто це специфічний вид торфу, що виник у водному середовищі та під знаком глицевих лісів. Основні поклади грязей є в селі Подемщині, та в околицях Горинця є ще кілька інших родовищ.

## Історія
Станом на 1 січня 1939 року чисельність населення — 2010 осіб, з них 670 українців-греко-католиків, 1020 українців-римокатоликів, 200 поляків та 120 євреїв.
У 1940—1941 і 1944 рр. Горинець був центр Горинецького району.
У 1975—1998 роках село належало до Перемишльського воєводства.

## Греко-католицька церква Різдва Пресвятої Богородиці

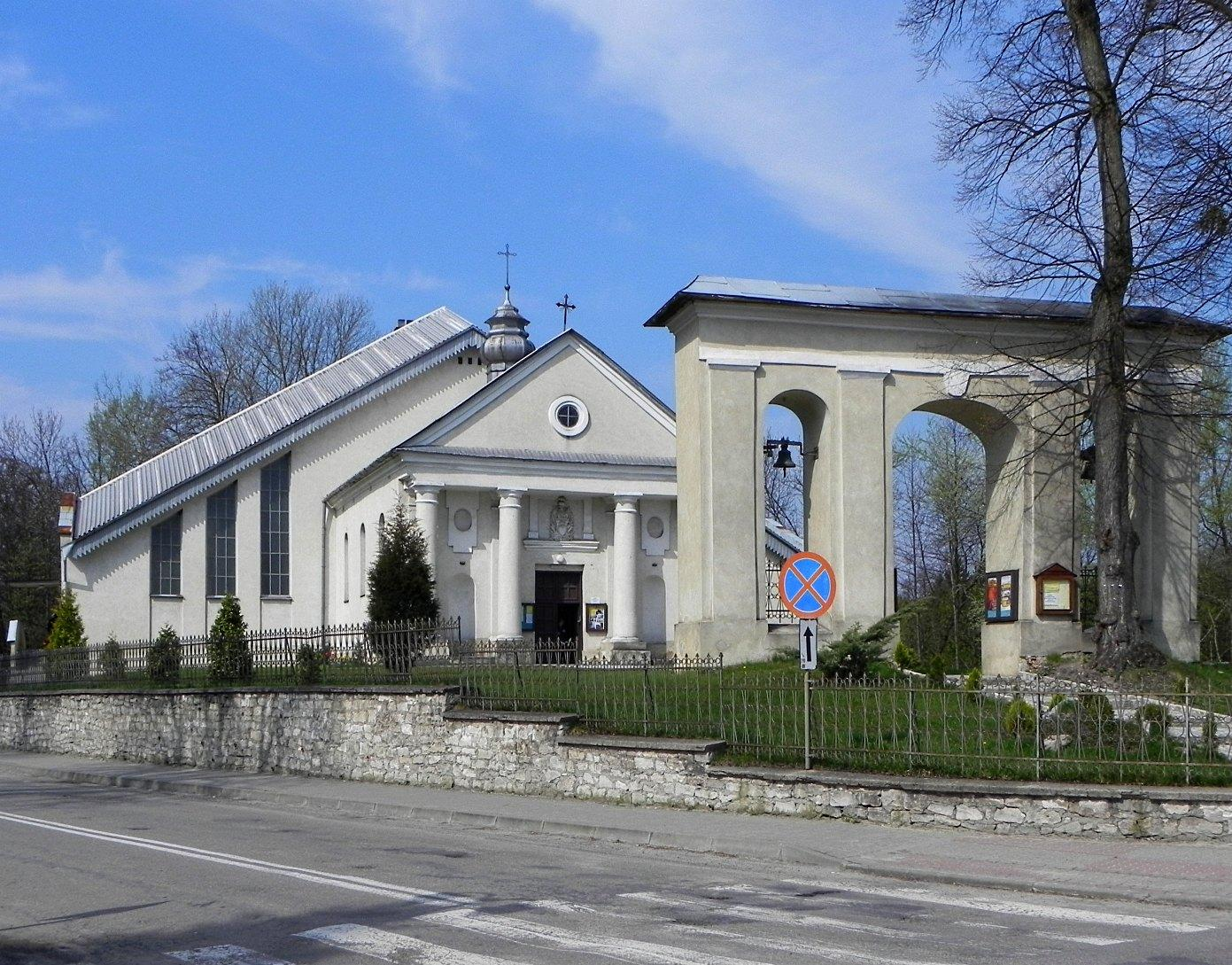
Колишня греко-католицька церква в Горинці

Відомо, що перша церква у Горинці була дерев'яна. Проте жодної світлини чи опису церкви до наших днів не збереглось.
У 1818 році в Горинці збудовано нову греко-католицьку церкву, проте як придворну каплицю. Фундатори каплиці були рід Стадницьких. З архітектурного погляду це класичний храм з чотирма масивними колонами в портику. А над входом до храму поміщено герба Шреняву — родовий герб Стадницьких. Після побудови Стадницькі одразу ж віддали святиню під опіку УГКЦ й аж до 1947 року це була греко-католицька церква Різдва Пресвятої Богородиці.
У 1924 році патрони парафії були кн. Поніньські. А парох у той самий час був о. Михайло Стецишин.
1947 року церкву перетворено на римо-католицький костел св. Якова Стрепа (галицько-львівського римо-католицького єпископа, польського релігійного діяча). У 1984 році до старої частини церкви прибудовано новий просвітерій та наву.

## Українські освітні, культурні, релігійні установи до II світової війни
До 2 світової війни у селі діяла греко-католицька церква Різдва Пресвятої Богородиці.
Ще в селі була читальня «Просвіти», товариство «Сокіл».

## Демографія
Демографічна структура станом на 31 березня 2011 року:
|          | Загалом | Допрацездатний вік | Працездатний вік | Постпрацездатний вік |
| -------- | ------- | ------------------ | ---------------- | -------------------- |
| Чоловіки | 1231    | 248                | 866              | 117                  |
| Жінки    | 1241    | 226                | 754              | 261                  |
| Разом    | 2472    | 474                | 1620             | 378                  |

## Скульптура Григорія Кузневича

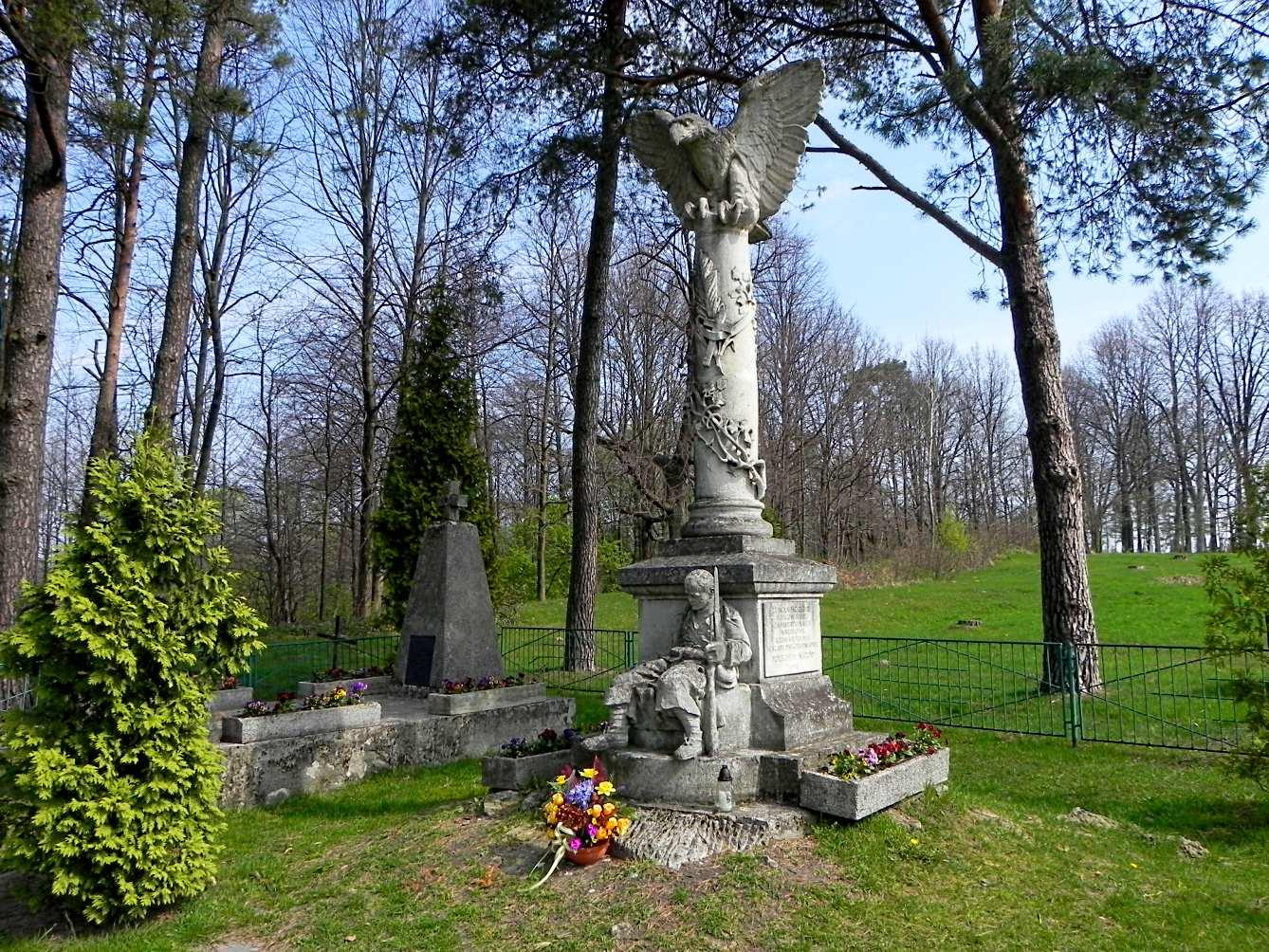
Пам'ятник до реставрації 2016 р.

Поблизу кладовища збереглась одна з найкращих робіт відомого українського скульптора Григорія Кузневича (нар. у с. Старе Брусно) — пам'ятник польським воїнам, полеглим в українсько-польській війні, датований 1928 роком. З мистецького погляду цей монумент вражає своєю пишністю й ідеєю. Зроблений у класичному стилі монументально-декоративної скульптури, пам'ятник складається з високої пишно прикрашеної дрібними елементами колони, котру увінчує сокіл, що, розправивши крила, ніби збирається злетіти в небо, а під колоною сидить, похиливши голову, змучений солдат.
Є кілька думок про те, чому патріот українець справдив такий скульптурний загад. Дослідник творчості Г. Кузневича С.Пахолко каже, що Григорій справив цю роботу, увінчуючи в ній славу воїнів УГА, бо в написі, що в той час був на пам'ятнику, не згадувалось польського війська: «ZA WOLNOŚĆ ZIEMIĘ I OJCÓW WIARĘ ZA PAMIĄTKI NASZE NARODOWE KREW SIĘ POLAŁA W SZARE DNI GRUDNIOWE. POLEGŁYM — NARÓD 1928». Саме в грудні 1918 року відбувалися найзапекліші бої за Львів, у котрому найбільше працював скульптор Кузневич. Є й така гадка, що після багатьох невдач та Григорій, повернувшись до рідного села, отак просто мусив заробляти собі на життя, тобто проєкт по своїй суті був комерційний.
Доля горинецького пам'ятника теж досить трагічна, бо в ніч з 2 на 3 травня 1943 року його сильно пошкодили українські націоналісти, щоб помститись за масові виселення українців з околиць Горинця до Бессарабії в 1941 р. Поміж іншим у ту ніч з колони безслідно зникла скульптура сокола.
Після цього інциденту пам'ятник кілька разів «реставрувався», зокрема у 1969 та 1993 роках, під час першої реставрації на місце сокола встановлено недолугу з мистецького погляду скульптуру орла —великого, масивного, що порушувало гармонійне сприйняття пам'ятника.
У 2016 році пам'ятника відреставрували майстерно. Відновлено й скульптуру сокола згідно з первісним проєктом.